# Saint-Maigrin
Saint-Maigrin é uma comuna francesa na região administrativa da Nova Aquitânia, no departamento de Charente-Maritime. Estende-se por uma área de 21,49 km². Em 2010 a comuna tinha 544 habitantes (densidade: 25,3 hab./km²).